# Réseau national des aéroports
Le réseau national des aéroports du Canada (RNA) a été définie par la politique nationale des aéroports en 1994. Il comprend tous les aéroports avec un trafic annuel de 200 000 passagers et plus, servant la capitale nationale, les provinces et les territoires du Canada. Transports Canada est propriétaire de ces aéroports qui font partie du réseau national des aéroports et loue ceux-ci aux autorités locales qui les opèrent par la suite.

## Aéroports du RNA
| \| 300 km1:20 691 000 \| Calgary Charlottetown Edmonton Fredericton Gander Moncton Halifax Iqaluit Kelowna London Montréal–Mirabel Montréal–Trudeau Ottawa Prince George Québec Regina Saint-Jean Saskatoon Saint-Jean de T.-N. Thunder Bay Toronto Pearson Vancouver Victoria Whitehorse Winnipeg Yellowknife |
| 300 km1:20 691 000 |

Voici les 26 aéroports canadiens du RNA:
| Province / Territoire     | Aéroport                                                      | Lieu administratif        | Code AITA | Code OACI |
| ------------------------- | ------------------------------------------------------------- | ------------------------- | --------- | --------- |
| Colombie-Britannique      | Aéroport international de Kelowna                             | Kelowna                   | YLW       | CYLW      |
| Colombie-Britannique      | Aéroport de Prince George                                     | Prince George             | YXS       | CYXS      |
| Colombie-Britannique      | Aéroport international de Vancouver                           | Richmond                  | YVR       | CYVR      |
| Colombie-Britannique      | Aéroport international de Victoria                            | Saanich du Nord           | YYJ       | CYYJ      |
| Alberta                   | Aéroport international de Calgary                             | Calgary                   | YYC       | CYYC      |
| Alberta                   | Aéroport international d'Edmonton                             | Nisku                     | YEG       | CYEG      |
| Saskatchewan              | Aéroport international de Régina                              | Régina                    | YQR       | CYQR      |
| Saskatchewan              | Aéroport international John G. Diefenbaker de Saskatoon       | Saskatoon                 | YXE       | CYXE      |
| Manitoba                  | Aéroport international James Armstrong Richardson de Winnipeg | Winnipeg                  | YWG       | CYWG      |
| Ontario                   | Aéroport international de London                              | London                    | YXU       | CYXU      |
| Ontario                   | Aéroport international Macdonald-Cartier d'Ottawa             | Ottawa                    | YOW       | CYOW      |
| Ontario                   | Aéroport international de Thunder Bay                         | Thunder Bay               | YQT       | CYQT      |
| Ontario                   | Aéroport international Pearson de Toronto                     | Mississauga               | YYZ       | CYYZ      |
| Québec                    | Aéroport international Pierre-Elliott-Trudeau de Montréal     | Montréal / Dorval         | YUL       | CYUL      |
| Québec                    | Aéroport international Montréal-Mirabel                       | Mirabel                   | YMX       | CYMX      |
| Québec                    | Aéroport international Jean-Lesage de Québec                  | Québec                    | YQB       | CYQB      |
| Nouveau-Brunswick         | Aéroport international de Frédéricton                         | Lincoln                   | YFC       | CYFC      |
| Nouveau-Brunswick         | Aéroport international du Grand Moncton                       | Dieppe                    | YQM       | CYQM      |
| Nouveau-Brunswick         | Aéroport de Saint-Jean                                        | Saint-Jean                | YSJ       | CYSJ      |
| Nouvelle-Écosse           | Aéroport international Stanfield d'Halifax                    | Enfield                   | YHZ       | CYHZ      |
| Île-du-Prince-Edouard     | Aéroport de Charlottetown                                     | Charlottetown             | YYG       | CYYG      |
| Terre-Neuve et Labrador   | Aéroport international de Gander                              | Gander                    | YQX       | CYQX      |
| Terre-Neuve et Labrador   | Aéroport international de St. John's                          | Saint-Jean de Terre-Neuve | YYT       | CYYT      |
| Nunavut                   | Aéroport d'Iqaluit                                            | Iqaluit                   | YFB       | CYFB      |
| Territoires du Nord-Ouest | Aéroport de Yellowknife                                       | Yellowknife               | YZF       | CYZF      |
| Territoire du Yukon       | Aéroport international Erik Nielsen de Whitehorse             | Whitehorse                | YXY       | CYXY      |